# John Howard (philanthrope)
Pour les articles homonymes, voir Howard et John Howard.
John Howard, né le 2 septembre 1726 à Hackney (Royaume-Uni) et mort le 20 janvier 1790 à Kherson (Ukraine), est un philanthrope britannique qui a publié de nombreux témoignages sur l'état des prisons à la fin du XVIIIe siècle et milité pour une réforme des conditions de vie des prisonniers.

## Biographie
John Howard, orphelin de mère à l'âge de cinq ans, est élevé dans la foi calviniste de son père, artisan tapissier garnisseur. À la sortie de l'école, il est placé comme apprenti chez un épicier, mais le métier ne lui plaît pas. Ayant hérité d'une petite fortune à la mort de son père, il entreprend le « Grand Tour », puis retourne à Londres où il épouse une femme de trente ans son aînée qui l'avait soigné avec dévouement. Elle meurt à peine trois ans plus tard et Howard s'embarque alors cette fois pour le Portugal durement touché par le terrible tremblement de terre de 1755. Capturé par des corsaires français, il passe plusieurs jours dans la prison de Brest avant d'être transféré dans une autre maison d'arrêt où il sera bientôt échangé contre un prisonnier de guerre français. Il retourne alors en Angleterre, s'installe dans une propriété héritée de ses grands-parents où il commence son œuvre de philanthrope en finançant les études d'une vingtaine d'enfants. En 1773, il est nommé high sheriff (shérif) de Bedfordshire, et commence par inspecter la prison du comté. Ayant l'expérience de la prison, il est particulièrement affecté par la misère qu'il y découvre et entreprend une inspection systématique des prisons anglaises qui le convainc de saisir le Parlement ; il dénonce notamment la situation désastreuse des plus démunis, incapables de subvenir à leurs besoins les plus élémentaires en prison. En 1777, paraît la première édition de son rapport d'inspection et des solutions qu'il propose sous le titre The State of the Prisons (L'État des prisons). Il continue ses visites des prisons britanniques mais aussi européennes, visitant notamment la nouvelle prison parisienne de la Force en 1783. La traduction française de son ouvrage paraît à Paris en 1788, basée sur la version enrichie par l'auteur en 1784.
En 1789, il publie The State of the Prisons in England, and An Account of the Principal Lazarettos of Europe. Il meurt du typhus en Ukraine où il s'était rendu pour se rendre compte sur place des conditions des détenus dans l'Europe orientale.

## Postérité
En 1994, la direction de l’administration pénitentiaire du ministère de la Justice, envoie à tous les directeurs de prisons de France, un réédition de l'ouvrage de John Howard.